# Papež Sergij IV.
Papež Sergij IV. ((latinsko Papa Sergius Quartus)  rojen kot Pietro Martino Buccaporci, je bil italijaski kardinal in papež, * okrog 970, Rim (Papeška država, Sveto rimsko cesarstvo), † 12. maj 1012, Rim (Papeška država, Sveto rimsko cesarstvo; danes: Italija) 

Papež je bil od julija 1009 do svoje smrti, 12. maja 1012.

## Življenjepis

### Mladost
Rodil se je v Rimu, v četrti Pina  kot Pietro Martino Buccaporci, (latinsko Petrus Martinus - Os ali Bucca Porci), kar prevajajo kot "Peter Martin - Svinjski rilec". Za poznejšega papeža dokaj čuden vzdevek se ga je prijel najbrž zaradi kake telesne hibe. Na splošno menijo, da se je rodil okrog 970. . Njegov oče je bil ubožen čevljar, Rimljan Peter, a mati Štefanija (Stephania). Kot omenjeno, je imel za bodočega papeža kaj nenavaden vzdevek Os Porci oziroma Bucca Porci. Kmalu je postal škof Albana od 1004 kot naslednik Janeza XVIII. 

## Papež
Za papeža je bil izvoljen julija, a posvečen in umeščen 31. julija 1009. 

Sergij se je želel otresti prevelike odvisnosti od rimski vlastele in je iskal povezavo s kraljem – poznejšim svetorimskim cesarjem Henrikom II.; želel je z z njim poboljšati odnose in je imel pri tem tudi nekaj uspeha.  

Zgodovinar in škof Thietmar  poroča, da se je papež Sergij želel otresti jarma patricija Janeza že takoj v začetku službe in da je zato navezal stike s kraljem Henrikom; le-ta pa je bil prezaposlen z utrjevanjem svoje oblasti in mu zato ni mogel izpolniti prošnje. 

### MuslimanskikalifporušiBožji grob
Krščanstvo so hudo vznemirile novice z Bližnjega vzhoda, da je nestrpni egiptovski kalif Al Hakim – ki je postal kalif za ceno odpada od krščanstva – porušil 23. septembra 1009 Cerkev Božjega groba ter razdejal sam Božji grob v Jeruzalemu. Ta vandalizem je na zahodu sprožil dvojne posledice: 
1. Zaradi govoric, da so Židje nahujskali kalifa zoper kristjane, je izbruhnilo preganjanje Židov; v Rimu jih je papež Sergij le s težavo zaščitil.
2. Okrepila pa se je pobožnost do Kristusovega Božjega groba in narasla so romanja tja prav kot odgovor na strašne novice. Papež Sergij IV. – če je ta bula pristna, je pozval kralje in vladarje Zahoda, naj preženejo Saracene iz Svete dežele; bil je pripravljen sam voditi odpravo za osvoboditev svetih krajev od nevernikov. V vsakem primeru drži, da je to nestrpno dejanje posejalo klico o potrebnosti križarskih vojn. [8]

### Dela
- »Documenta Catholica Omnia« (v latinščini). Pridobljeno 6. decembra 2011.

## Smrt in spomin
Bil je pod vplivom rimske plemiške družine Krescencijev. Nenavaden splet okoliščin je hotel, da je umrl le nekaj dni po njegovi smrti, 18. maja 1012, tudi njegov zaščitnik Giovanni II. Crescenzio. Zato so nastale govorice, da so ga spravili s poti novi gospodarji Rima, tuskulanski (ali tuskulski) grofje. 

### Smrt in pokop
Umrl je v Rimu 12. maja 1012. Sumijo, da je bil zastrupljen.
  
Pokopan je v Lateranu, kjer se je do danes ohranil njegov nagrobni napis v latinščini. 

### Nagrobni napis
Pokopan je bil blizu levega vhoda v Lateran, vendar je njegov grob uničil požar ali 1308 ali 1361; zoglenele ostanke so zbrali in pokopali v polyandrum blizu manjših vrat Bazilike; to je vhod blizu groba Inocenca III., na desni strani ladje. Cenotaf na desni strani glavne ladje od kiparja Borrominija obstaja, skupaj s svojo izvirno epitafno ploščo, ki se glasi:
| Epitaf za Sergija IV. (latinski izvirnik) | Nagrobni napis za Sergija IV. (slovenski prevod) |
| --- | --- |
| QVISQVIS AD HEC TENDIS SVBLIMIA LIMINA LECTOR ET CAPERIS TANTE NOBILITATE DOMVS INTENTIS OCVLIS AVLE PERCVRRERE RARAS DESINE MATERIAS ARTE IVVANTE MANVS LVMINA CVM GRESSV PRVDENS ARGVTA COHERCENS RESPICE SOLLICITVSQVIT VELIT HIC TITVLVS HIC TVMVLATA IACENT PASTORIS MEMBRA SERENI QVEM DEVS ECCLESIE CONTVLIT OMNIPOTENS PAVPERIBVS PANIS NVDORVM VESTIS OPIMA DOCTOR ET EGREGIVS QVI FVIT IN POPVLO IVRA SACERDOTI LETAS DVM VIDIT ARISTAS CETIBVS EQVAVIT NAVIGER ANGELICIS ALBANVM REGIMEN LVSTRO VENERABILIS VNO REXIT POST SVMMVM DVCITVR AD SOLIVM IN QVO MVTATO PERMANSIT NOMINE PRESVL SERGIVS EX PETRO SIC VOCITATVS ERAT DOCTVS MENTE PIA IHV DIC PARCE REDEMTOR VTQVE VICEM CAPIAS DIC DS HVNC HABEAS Q. SEDIT ANI. II ET M. VIII ET DIE XII. OBIT M. MDI. DIE XII INDI. X AN. DNICE INCARN. MILLESIMO TERTIO X. | Kdorkoli si bralec, ki prihajaš do tega visokega praga s pazljivimi očmi in presenečen od plemenitosti te velike hiše, se nehaj čuditi redkim zakladom, ki so modro oblikovani s človekovo roko in bodi preudaren. Usmeri svoje korake noter k svetlečim lučem in pazljivo beri, kar ti verzi hočejo povedati. Tukaj ležijo pokopani ostanki presvetlega pastirja, ki ga je vsemogočni Bog dal Cerkvi. Bil je odličen učitelj za ljudstvo, ker je dal oblačila golim in kruha revnim. Kadar je videl obilno žetev pšenice, je v pravicah izenačil angelskega duhovnika z ljudmi iz množice. Ta blaženi človek je držal krmilo Albana skozi petletje in so ga nato postavili na najvišji sedež, na katerem je ostal kot škof, toda spremenil je svoje ime. Tako je prej bil Peter, potem so ga imenovali Sergij. Ti, ki bereš, voden sem po pobožnem čutu, reci: »Odpusti, Gospod!« in na način, da bi mogel imeti srečen potek življenja: »Vzemi, o Bog, k sebi Sergija!« Vladal je dve leti, osem mesecev in dvanajst dni. Umrl je 12. maja, na deseto indicijo, leta 1012 od učlovečenja Našega Gospoda. |

### Spomin
Benediktinci ga častijo kot svetnika.

### Ocena
1. Njegov poziv na križarsko vojno 1010, ko so muslimani razdejali Božji grob, se zdi verjeten. [4]
2. Prizadevel si je zediniti italijanske državice, da bi skupaj izgnale muslimanske Arabce s Sicilije, kar je malo verjetno[12] [13]
3. prizadeval si je lajšati bedo Rimljanov med hudo lakoto. [5]